# Sossêgo
Sossêgo est une ville brésilienne du nord-est de l'État de la Paraíba.
Sa population était estimée à 2 965 habitants en 2007. La municipalité s'étend sur 155 km2.